# Paramysis pontica
Paramysis pontica är en kräftdjursart som beskrevs av Mihai Bacescu 1940. Paramysis pontica ingår i släktet Paramysis och familjen Mysidae. Inga underarter finns listade i Catalogue of Life.